# Eudes Fraga
Antônio Eudes Fraga de Queiroz, conhecido como Eudes Fraga (Quixadá, 21 de novembro de 1962), é um compositor, violonista e cantor brasileiro.
Já compôs com diversos artistas, como Jane Duboc, Nilson Chaves, Flavio Venturini, Selma Reis, Eliana Printes, Sérgio Santos, Evaldo Gouveia, Paulo César Pinheiro, Quinteto Agreste, entre outros.

## Biografia
Começou sua carreira musical no início dos anos 80, ainda no Ceará, participando de shows no projeto Luis Assunção. Ao longo da década, venceu diversos festivais por todo o Brasil, conquistando também prêmios de melhor letra e melhor intérprete.
Em 1995, lançou o disco Por Todos os Cantos, com participações de Geraldo Azevedo, Dominguinhos, Claudio Nucci, Jaques Morelenbaum e Manassés. 
Na década seguinte, se dedicou a composições que abordassem o nordeste e lançou Tudo Que me Nordestes (2002) e Do Espinho da Flor do Mandacaru (2005). 
Em 2009, seu disco Infinita Floresta trouxe canções inéditas que abordavam a cultura amazonense, além de novas versões de músicas suas e de parceiros já consagradas. O disco contou com participação de Vital Lima, Nilson Chaves, Marcos Quinan e Joãozinho Gomes. 
Seu último disco, Meu Coração na Maré, foi lançado em 2019 e contou com participação de Max Reis na composição de todas as letras. O tema do álbum reflete as regiões de origem dos dois músicos, norte e nordeste.

## Discografia
- Por Todos os Cantos (1995)
- Tudo Que Me Nordestes (2002)
- Do Espinho da Flor do Mandacaru (2005)
- Infinita Floresta (2009)
- Meu Coração na Maré (2019)